# 鈴法寺公園
鈴法寺公園（れいほうじこうえん）は、東京都青梅市新町にある公園。公園内にある鈴法寺跡は、東京都指定の旧跡となっている。

## 鈴法寺跡
武蔵国幸手の藤袴村（現在の埼玉県幸手市）に普化宗の総本寺として創建。1532年に葦草村（現在の埼玉県川越市）に移転。その後、新町村を開拓した吉野織部之助との関係から、1613年に現在地に移転した。
徳川幕府により、普化宗は庇護され、鈴法寺は普化宗寺院の根本道場の一つとなった。しかし、明治維新後の1871年、官命により普化宗は廃宗、鈴法寺も廃寺となった。1895年には本堂が火事に遭い消失。現在の鈴法寺跡は住宅街と公園であり、公園の隅に歴代の住持の墓が残るのみとなっている。

## アクセス
鉄道 
- JR青梅線 河辺駅より徒歩20分

 バス 
- 都営バス（青梅駅 - 東大和市駅・小平駅・花小金井駅）鈴法寺跡下車

## 周辺
- 青梅市立霞台小学校
- 青梅市立泉中学校
- 青梅新町の大井戸
- わかぐさ公園